# ترتزونه
ترتزونه (به ایتالیایی: Trezzone) یک کومونه در ایتالیا است که در استان کومو واقع شده‌است.

## خصوصیات
ترتزونه ۴٫۰ کیلومترمربع مساحت و ۲۱۲ نفر جمعیت دارد و ۴۳۰ متر بالاتر از سطح دریا واقع شده‌است.